# Ischyja hageni
Ischyja hageni là một loài bướm đêm trong họ Noctuidae.